# Željeznička pruga Dobova – Ljubljana
Željeznička pruga Dobova – Ljubljana dvokolosiječna je pruga i sastavni dio slovenske željezničke mreže. Dio je Mediteranskog koridora TEN-T mreže te Paneuropskog koridora X.